# Plagiobothrys shastensis
Plagiobothrys shastensis är en strävbladig växtart som beskrevs av Edward Lee Greene och Asa Gray. Plagiobothrys shastensis ingår i släktet tiggarstavar, och familjen strävbladiga växter. Inga underarter finns listade i Catalogue of Life.